# Harpers Ferry (Virginie-Occidentale)
Pour les articles homonymes, voir Harpers Ferry.
Harpers Ferry est un village historique du comté de Jefferson en Virginie-Occidentale, aux États-Unis, dont la population était de 307 habitants lors du recensement de 2000. Il est situé au confluent du Potomac et de la Shenandoah, à la frontière entre le Maryland, la Virginie et la Virginie-Occidentale.
Le village est construit sur une basse plaine alluviale formée par les deux cours d'eau et entouré de collines. Elle doit son nom à son premier habitant Robert Harper qui y établit un ferry, permettant la traversée du Potomac, en 1761. 
Historiquement, Harpers Ferry est surtout connue grâce au raid en octobre 1859 de l'abolitionniste John Brown sur l'arsenal fédéral qu'abritait alors le village et pour son rôle lors de la guerre de Sécession (du 12 avril 1861 au 9 avril 1865).

## Patrimoine
- District historique d'Harpers Ferry

## Communications
La ligne ferroviaire Baltimore and Ohio Railroad traverse le Potomac sur un des ponts du B & O Railroad Potomac River Crossing ; les trains s'arrêtent à la gare d'Harpers Ferry.